# Meriania urceolata
Meriania urceolata är en tvåhjärtbladig växtart som beskrevs av José Jéronimo Triana. Meriania urceolata ingår i släktet Meriania och familjen Melastomataceae. Inga underarter finns listade i Catalogue of Life.